# La Chapelle-Grésignac
La Chapelle-Grésignac is een gemeente in het Franse departement Dordogne (regio Nouvelle-Aquitaine) en telt 131 inwoners (2005). De plaats maakt deel uit van het arrondissement Périgueux.

## Geografie
De oppervlakte van La Chapelle-Grésignac bedraagt 7,0 km², de bevolkingsdichtheid is 18,7 inwoners per km².
De onderstaande kaart toont de ligging van La Chapelle-Grésignac met de belangrijkste infrastructuur en aangrenzende gemeenten.

## Demografie
Onderstaande figuur toont het verloop van het inwonertal (bron: INSEE-tellingen).